# Father of All...
Father of All... è il primo singolo del gruppo punk rock statunitense Green Day estratto dall'album Father of All Motherfuckers. Il singolo è stato pubblicato il 10 settembre 2019..

## Composizione
Il front-man del gruppo Billie Joe Armstrong ha detto che il significato della canzone è quello di "far sentire male le persone" ed ha aggiunto "Il rock a volte è diventato così insipido perché molti gruppi rock cercano sempre di trovare la canzone dell'anno che faccia stare bene o qualcosa del genere". A parte questo Rolling Stone ha descritto la canzone come "luminosa" "fuori tempo" ed è un grande cambiamento dal precedente album Revolution Radio (2016).
Una grande differenza dal resto delle canzoni del gruppo è il genere perché la canzone è stata descritta come Garage rock revival, Garage punk e Dance punk.
Il singolo contiene delle chitarre sporche e basso groove ed una voce filtrata e con qualche volta il falsetto, è stato comparato al loro album del 2012 (Dos!) ed al loro side-project Foxboro Hot Tubs. La canzone contiene il riff di chitarra della canzone Fire della The Jimi Hendrix Experience

## Video musicale
Il video inizia con lo sfondo del video di Guitar Man di Elvis Presley durante il suo 68' Comeback Special e stanno in fronte a dei ballerini che si trovano nello sfondo rosso, durante il video appaiono foto e video di persone che fanno vari movimenti

## Classifiche
| Classifica (2019)                    | Posizione massima |
| ------------------------------------ | ----------------- |
| Canada (rock)                        | 1                 |
| Repubblica Ceca                      | 3                 |
| Stati Uniti (Hot & Alternative rock) | 6                 |
| Stati Uniti (rock airplay)           | 1                 |